# Lomtjärnen (Gustafs socken, Dalarna, 668755-148662)
Lomtjärnen är en sjö i Säters kommun i Dalarna och ingår i Dalälvens huvudavrinningsområde.